# Campeonato Carioca 1914
In 1914 werd het negende Campeonato Carioca gespeeld voor voetbalclubs uit de Braziliaanse stad Rio de Janeiro, die toen de hoofdstad was. De competitie werd gespeeld van 3 mei tot 22 november. Flamengo werd kampioen. 
Paysandu moest een play-off spelen tegen de kampioen van de tweede klasse, Bangu, om het behoud te verzekeren, maar de club gaf op en degradeerde. 

## Eindstand
| Plaats | Club             | Wed. | W | G | V | Saldo | Ptn. |
| ------ | ---------------- | ---- | - | - | - | ----- | ---- |
| 1.     | Flamengo         | 12   | 8 | 3 | 1 | 24:15 | 19   |
| 2.     | America          | 12   | 8 | 1 | 3 | 30:10 | 17   |
| 2.     | Botafogo         | 12   | 7 | 3 | 2 | 24:12 | 17   |
| 4.     | Fluminense       | 12   | 7 | 2 | 3 | 36:17 | 16   |
| 5.     | Rio Cricket      | 12   | 3 | 0 | 9 | 25:35 | 6    |
| 6.     | São Cristóvão AC | 12   | 1 | 3 | 8 | 15:41 | 5    |
| 7.     | Paysandu         | 12   | 1 | 2 | 9 | 12:36 | 4    |

|  | Kampioen   |
|  | Degradatie |

### Kampioen
| Campeonato Carioca de 1914   |
| Rio de Janeiro               |
| ---------------------------- |
| FLAMENGO Kampioen (1° titel) |